# Revolución de Abril (Venezuela)
La revolución de Abril, también conocida como la Revolución Amarilla, fue una campaña iniciada por Antonio Guzmán Blanco junto con caudillos de la Guerra Federal de Venezuela, incluyendo sus más adeptos seguidores, Joaquín Crespo y Francisco Linares Alcántara, para derrocar al gobierno de los azules de José Ruperto Monagas. 

## Antecedentes
Después de la Revolución azul de 1868 que derrocó al gobierno de Juan Crisóstomo Falcón, Antonio Guzmán Blanco tuvo que salir del país víctima de persecución política. Mientras tanto en Venezuela reinaba la inestabilidad con constantes levantamientos armados, entre ellos los de José Ignacio Pulido, Joaquín Crespo, Matías Salazar, León Colina o Francisco Linares Alcántara, en contra del presidente José Ruperto Monagas.

## Hechos
Procedentes de Curazao y trayendo material para armar rápidamente un ejército rebelde, Antonio Guzmán Blanco y su ejército desembarcan en Curamichate, cerca de la Vela de Coro, el 14 de febrero de 1870. El 16 de abril de 1870 Monagas cede el poder al abogado Guillermo Tell Villegas para ir a combatir a los alzados.
Para el 27 de abril del mismo año, tras tres días de combate, las tropas alzadas entran triunfantes a Caracas aclamados por el pueblo descontento por el gobierno de José Ruperto Monagas; la ciudad apenas tenía entre 1600 y 2000 defensores, la mayoría vecinos armados). El general Monagas firmó la rendición del gobierno e inicia el largo mandato de Antonio Guzmán Blanco, periodo conocido como el Liberalismo Amarillo.

### Consolidación del poder
Guzman Blanco envia a Matías Salazar a combatir algunas fuerzas azules que aun se negaban a rendirse, por lo que ocurre la Batalla de Guama con un saldo de 800 muertos y la cual se decide a favor de Matías Salazar gracias a que algunas fuerzas azules se pasan al lado liberal seducidos por León Colina, 200 soldados enemigos son hechos prisioneros.
El 21 de septiembre de 1870 es invadido el pueblo de Irapa por fuerzas del general Pedro Ducharme rompiendo una tregua previamente establecida con el gobierno y asesinando a unos 300 liberales, entre ellos a José Loreto Arismendi.

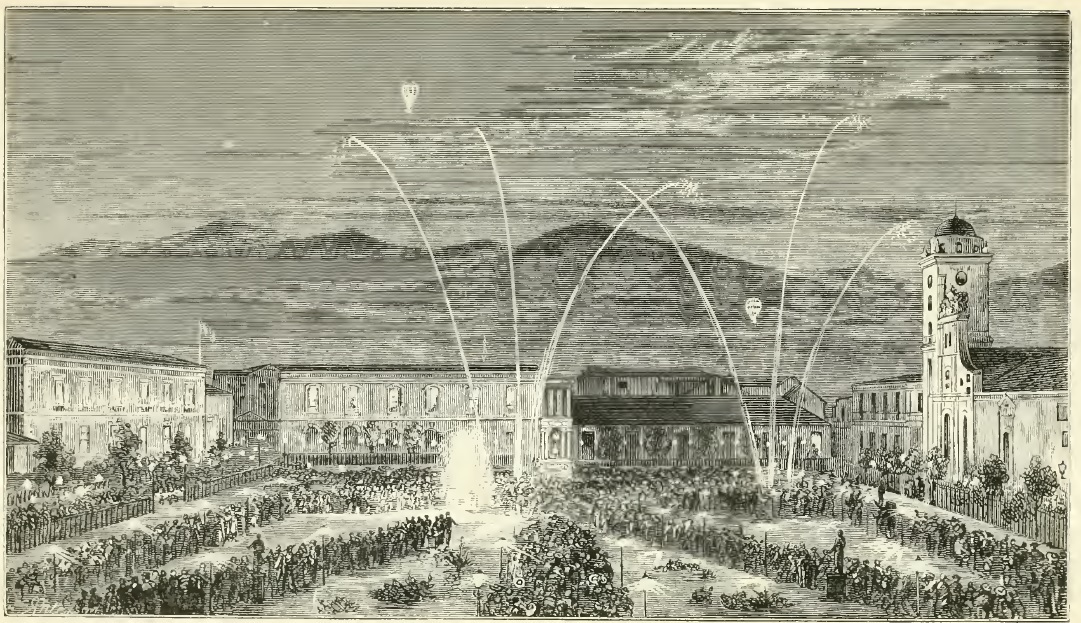
Celebraciones nocturnas en la Plaza Bolívar de Caracas tras la victoria de la Batalla de San Fernando de Apure.

El general Adolfo Antonio Olivo logra hacerse fuerte en Maturín liderando la resistencia en contra del nuevo gobierno, sin embargo se retira tras ser derrotado por las tropas de José Ignacio Pulido y se resguarda en el pueblo de San Fernando de Apure.
En diciembre de 1871 Antonio Guzmán Blanco marcha con seis mil soldados para derrotar al general Olivo en la batalla de San Fernando de Apure en donde perecen 66 soldados de Olivo y 119 son capturados, el general Adolfo Antonio Olivo se ahoga en el río Arauca junto con 300 de sus hombres. El Estado Apure es pacificado para inicios de 1872, con esto Antonio Guzmán Blanco asegura su poder.